# Иранский Курдистан
Ира́нский Курдиста́н (курд. کوردستانی ئێران, перс. کردستان ایران‎), также Восто́чный Курдиста́н (курд. ڕۆژهەڵاتی کوردستان) или Рожхила́т (от курд. Rojhilat «восток») — неофициальное наименование части Ирана, населённой преимущественно курдами.

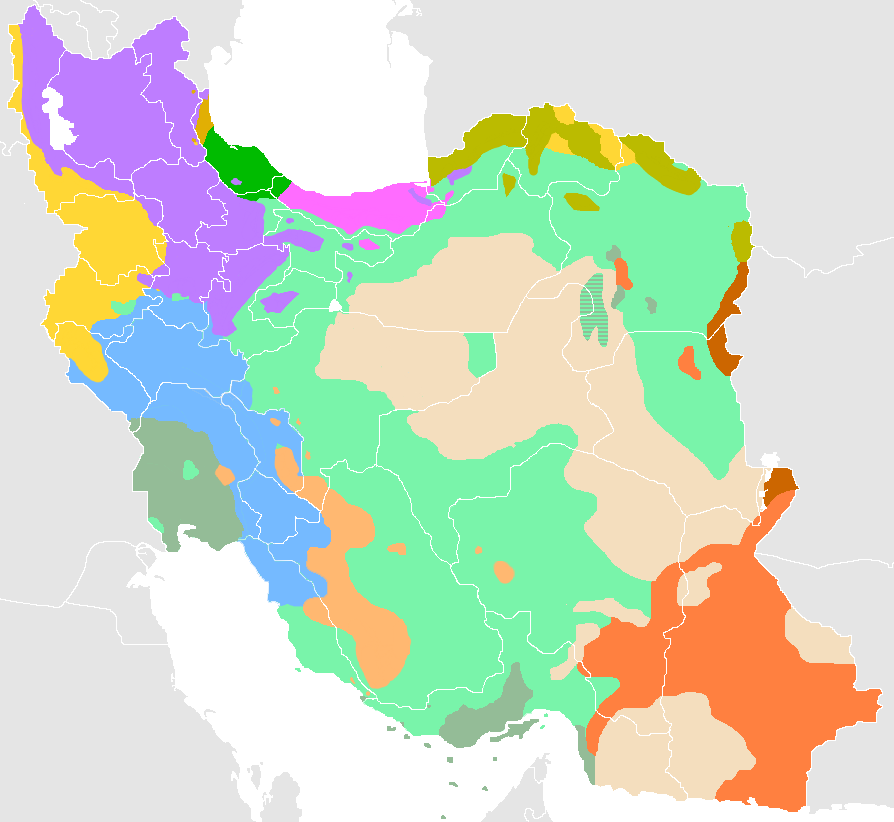
Этническая карта Ирана (курды обозначены жёлтым)

Территория граничит с Ираком и Турцией, охватывает останы Курдистан, Западный Азербайджан, Керманшах, Илам, Лурестан Хамадан и т. д.

## История
Курдский народ живёт в Курдистане уже более 2000 лет. В 1979 году после Исламской революции курдам было обещано право на самоуправление, но этого не произошло. В течение последующих лет курды продолжали борьбу за свои права, что привело к большому количеству конфликтов и волнений.

## Культура
Курдская культура имеет свои уникальные черты, включающие музыку, танцы, кухню и религиозные обряды. Курдский язык относится к группе западноиранских языков и является официальным языком Восточного Курдистана. Большинство курдов Ирана исповедуют суннитский и шиитский ислам.

## Политика
Ситуация с правами курдов в Иране до сих пор остается напряженной. Власти страны продолжают подавлять курдское движение, запрещая деятельность курдских политических партий и ограничивая свободу слова и собраний. Однако в последние годы некоторые улучшения были достигнуты, включая создание курдского телеканала и разрешение на учёбу курдскому языку в некоторых школах.

## Экономика
Восточный Курдистан является богатым регионом, имеющим значительные запас нефти, газа и других природных ресурсов. Тем не менее, экономика региона сильно зависит от Иранской экономики и страдает от высокой инфляции и безработицы. Некоторые курдские группы обвиняют Иранское правительство в эксплуатации природных ресурсов Курдистана без должной компенсации и инвестиций в регион.